# SOBEPS
La Société belge d'étude des phénomènes spatiaux (SOBEPS) era un'organizzazione privata di indagine sugli UFO che è stata attiva in Belgio dal 1971 al 2007. Successivamente è stata rimpiazzata dal Comité Belge pour l'Étude des Phénomènes Spatiaux (COBEPS), costituito con lo scopo di continuare alcune attività della SOBEPS.

## Storia
La SOBEPS fu fondata nel maggio 1971, con lo scopo di studiare gli UFO mediante un approccio razionale e scientifico basato sull'analisi dei fatti, le visite nei luoghi degli avvistamenti e l'interrogazione dei testimoni.  L'associazione, senza fini di lucro e basata sul volontariato, entro la fine del 1971 arrivò ad avere 700 soci. Nel gennaio del 1972 la SOBEPS cominciò a pubblicare una rivista bimestrale, Inforespace. Grazie alla crescente notorietà dovuta anche ad un accordo con la Gendarmeria belga per la trasmissione all'associazione di segnalazioni riguardanti gli avvistamenti di UFO, la SOBEPS ha gradualmente incrementato il numero dei soci fino ad arrivare nel 1976 a 1750 iscritti. Nello stesso anno l'associazione ha cambiato sede e dal piccolo appartamento messo a disposizione dal suo segretario generale Lucien Clarebout è passata ad un appartamento notevolmente più grande acquistato ad Anderlecht e ristrutturato e arredato nel corso dell'anno successivo. Nel 1977 la SOBEPS ha curato la pubblicazione del primo libro. Alla fine degli anni settanta la popolarità dell’associazione diminuì e dal 1981 cominciò gradualmente a perdere iscritti, per cui dal 1982 la rivista Inforespace passò da bimestrale a trimestrale. Nel 1985 il numero dei soci scese sotto i 500 e la periodicità della rivista diventò semestrale. Nel 1989, a causa di una cronica diminuzione degli avvistamenti di UFO e della disaffezione di soci e collaboratori, in seno all'associazione cominciò un dibattito sull'opportunità di proseguire l'attività. Nel novembre 1989, in seguito all'inizio  dell'ondata belga di avvistamenti di UFO, la SOBEPS ha riacquistato notorietà e visibilità sui mezzi di comunicazione. In questo periodo l'associazione ha collaborato con l'Aviazione militare belga, organizzando diverse campagne nazionali di osservazioni di UFO, l'ultima delle quali si è conclusa nel maggio 1991. Fra il 1991 e il 1994 la SOBEPS ha pubblicato un rapporto sulle osservazioni di UFO durante l'ondata belga e alcuni dei suoi esponenti hanno preso parte a trasmissioni e dibattiti televisivi. Successivamente, l'associazione è entrata nuovamente in crisi. Nel luglio 2007, in seguito a difficoltà finanziarie, la SOBEPS ha indetto un'assemblea in cui ha deciso di sciogliersi. L'ultimo numero della rivista Inforespace è stato pubblicato nell'ottobre 2007 e l'associazione ha cessato ogni attività il 31 dicembre dello stesso anno.
Allo scopo di continuare alcune attività della disciolta associazione è stato creato il Comité Belge pour l'Étude des Phénomènes Spatiaux (COBEPS).